# Gülitz-Reetz
Gülitz-Reetz település Németországban, azon belül Brandenburgban. Lakosainak száma 445 fő (2023. december 31.).

## Népesség
A település népességének változása:
| Lakosok száma | 461  | 469  | 445  | 441  | 445  |
|               | 2017 | 2019 | 2021 | 2022 | 2023 |